# Deutz Nr. 1703
Die Deutz Nr. 1703 war eine zweiachsige Diesellokomotive mit Stangenantrieb, die für den leichten Rangierdienst konzipiert wurde. Sie wurde 1916 von Deutz unter der Fabriknummer 1703 gebaut.
Die Lokomotive, die möglicherweise kein Einzelstück ist, ist eine der ältesten erhaltenen Lokomotiven mit Verbrennungsmotor in Deutschland. Sie ist der Typenreihe Deutz C III R zuzuordnen. Die Lokomotive stand ab 1984 im nicht mehr existierenden Technik- und Verkehrsmuseum Stade, ist jedoch im Eigentum des Freundeskreises der Buxtehude-Harsefelder Eisenbahn noch erhalten.

## Entwicklung
Die Lokomotive wurde am 16. Juni 1916 an das Kaiserliche Garnisons-Maschinenamt in Wilhelmshaven geliefert.

## Technik
Die Lokomotive hat einen Vorbau für die Maschinenanlage und einen dahinterliegenden Führerstand.
Der liegend angeordnete Zweizylindermotor hatte einen Zylinderdurchmesser von 250 mm und einen Kolbenhub von 330 mm (entspricht 32,4 l Hubraum). Er leistete 65 PS (48 kW) bei 330/min und konnte wahlweise mit Benzol, Spiritus, Benzin oder Petroleum betrieben werden. Er war im Vorbau gelagert, das mechanische Getriebe trieb eine Blindwelle an. Über Kuppelstangen wurden die Achsen angetrieben.
1954 wurde diese Maschinenanlage bei der Diepholzer Maschinenfabrik Fritz Schöttler generalüberholt. Dabei erhielt sie einen neuen Mercedes-Benz-Dieselmotor mit 90 PS (66 kW) bei 1.000/min. Dabei hat die Lokomotive auch ihre indirekte Bremse erhalten, und sie wurde auf Einmannbedienung umgebaut.

## Einsatz
Über den Einsatz vor 1945 ist bekannt, dass die Lokomotive 1916 an die Kaiserliche Garnison in Wilhelmshaven geliefert und bei der Kriegsmarinewerft Wilhelmshaven eingesetzt wurde. Sie kam unter anderem auf der Marinebahn Hohenkirchen–Schillig zum Einsatz. 1952 kam die Lokomotive zur Ankum-Bersenbrücker Eisenbahn, wo sie schon ihre Nummer 223 trug. 1954 kam sie zur  Butjadinger Bahn, wo die Maschinenanlage erneuert wurde. Weitere Stationen waren von 1955 bis 1964 die Niederweserbahn und nach deren Stilllegung die Buxtehude-Harsefelder Eisenbahn, wo sie im Bahnhof Harsefeld und im Bahnhof Apensen eingesetzt wurde. Im Herbst bediente sie die Rübenverladeanlage in Harsefeld. Sie  wurde zudem für Gleisbauarbeiten eingesetzt.
Die Lokomotive konnte Anhängelasten bis zu 450 t ziehen. 1983 hatte sie einen Kurbelzapfenbruch, was ihr Einsatzende bedeutete. Sie wurde in das Technik- und Verkehrsmuseum Stade übergeben. Obwohl das Museum nicht mehr existiert, ist die Maschine erhalten.